# Kazaňský vrtulníkový závod
Kazaňský vrtulníkový závod (rusky Казанский вертолётный завод, anglicky Kazan Helicopters) je ruský výrobce vrtulníků se sídlem v Kazani v republice Tatarstán. Podnik patří do koncernu Ruské vrtulníky. Závod během svého fungování vyprodukoval již přes 12 000 vrtulníků Mil Mi-4, Mil Mi-8, Mil Mi-14, Mil Mi-17, Ansat a jejich různých modifikací, přičemž tyto stroje byly exportovány do více než 100 zemí světa.

## Historie
Firma začala svoji existenci v tehdejším Leningradu jako letecký závod č. 387 roku 1940. Záhy však byla z důvodu napadení SSSR továrna, stejně jako mnoho jiných, přesunuta na východ, do Kazaně. Během 2. světové války odsud na frontu dodali asi 11 tisíc dvouplošníků Polikaprov Po-2. Roku 1945 se zde vyrábělo již 350 letadel každý měsíc, právě odsud pocházelo každé desáté letadlo, které bylo v SSSR vyrobeno během války. V rámci poválečné obnovy se zde krátce vyráběly také kombajny.
Roku 1951 zde byla spuštěna první sovětská sériová výroba vrtulníku, a sice modelu Mil Mi-1. Od roku 1954 vyráběl závod Mil Mi-4. Od roku 1965 zde vyrábí Mil Mi-8, který se stal v různých svých modifikacích nejrozšířenějším vrtulníkem Milu. V roce 1973 zde spustili výrobu Mil Mi-14.
Od roku 1993 zde vyvíjeli vrtulník Ansat, který se stal prvním ruským vrtulníkem vyvinutým po pádu SSSR. Jeho výroba začala v roce 1998.
Roku 2007 se stal Kazaňský vrtulníkový závod součásti koncernu Ruské vrtulníky.

## Prudukce
- Mil Mi-17 a jeho modifikace:
  - Mil Mi-172
  - Mil Mi-17-V5
- Mil Mi-17-1V
- Ansat
- Mil Mi-38

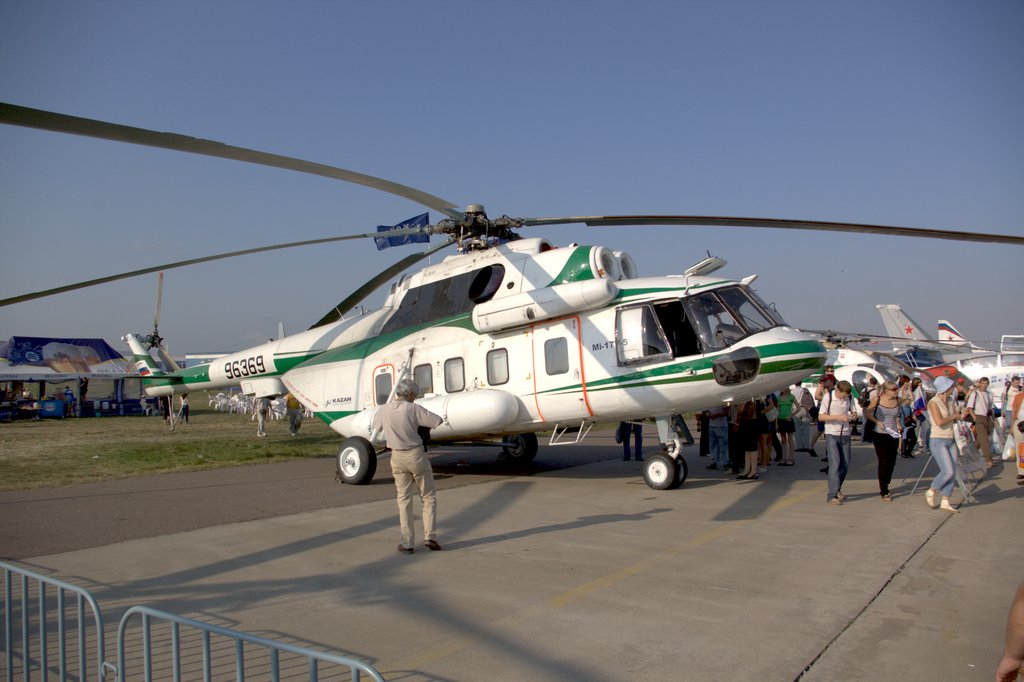
Mil Mi-17-V5
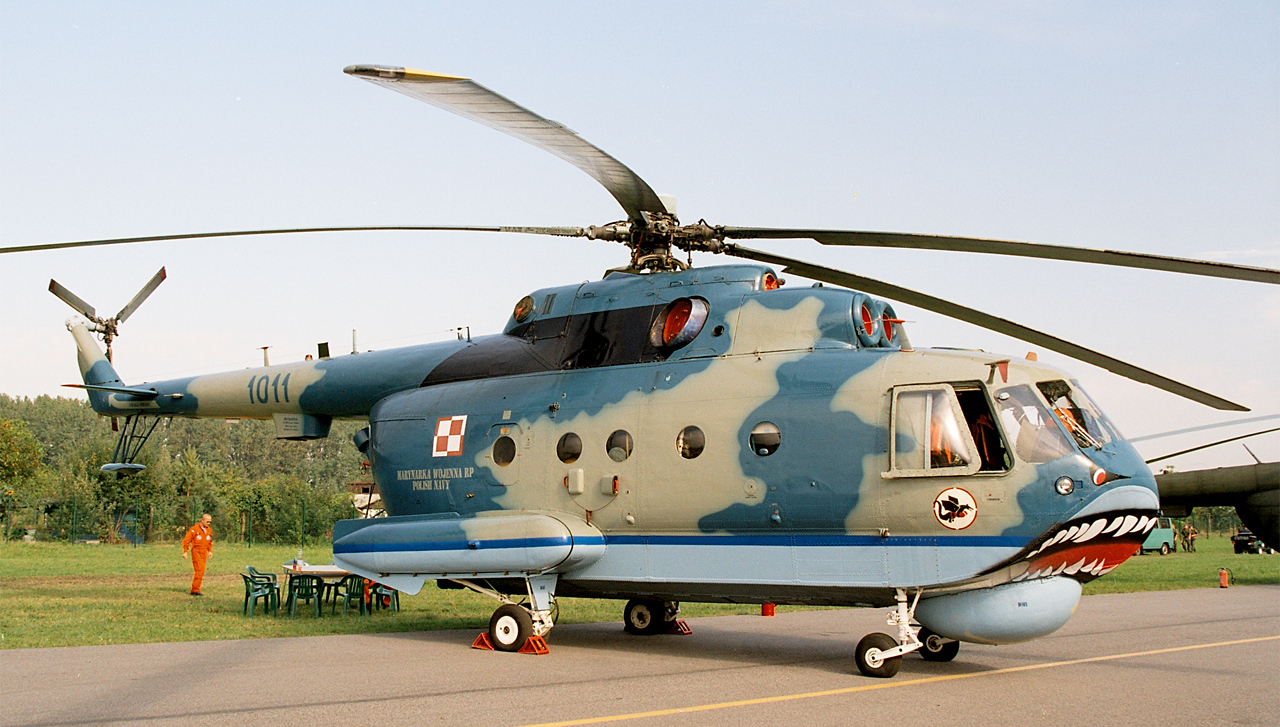
Polský Mil Mi-14
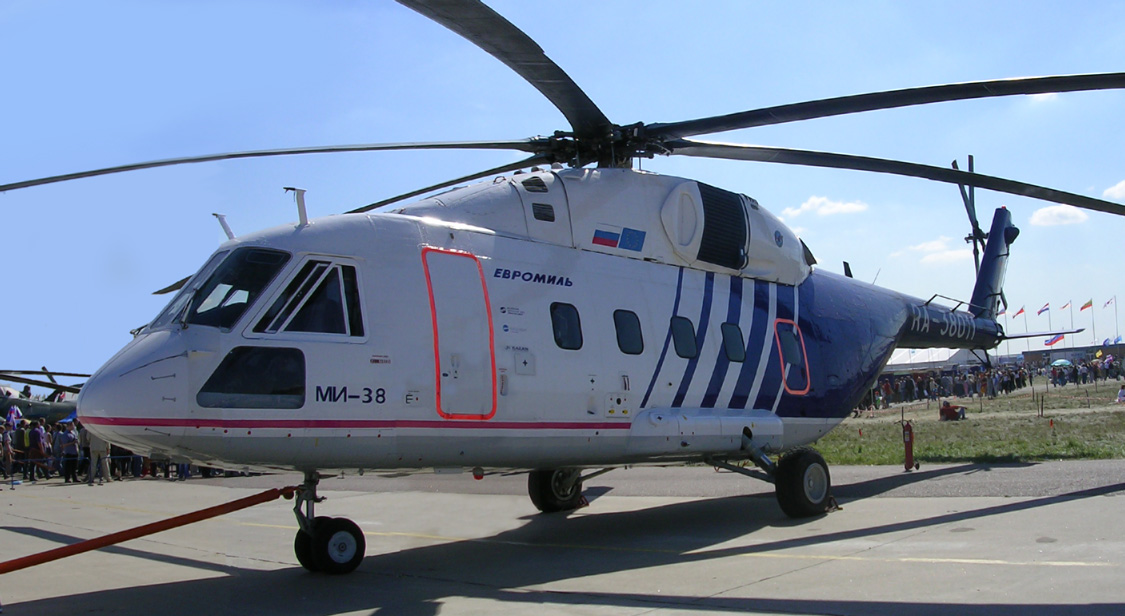
Mil Mi-38
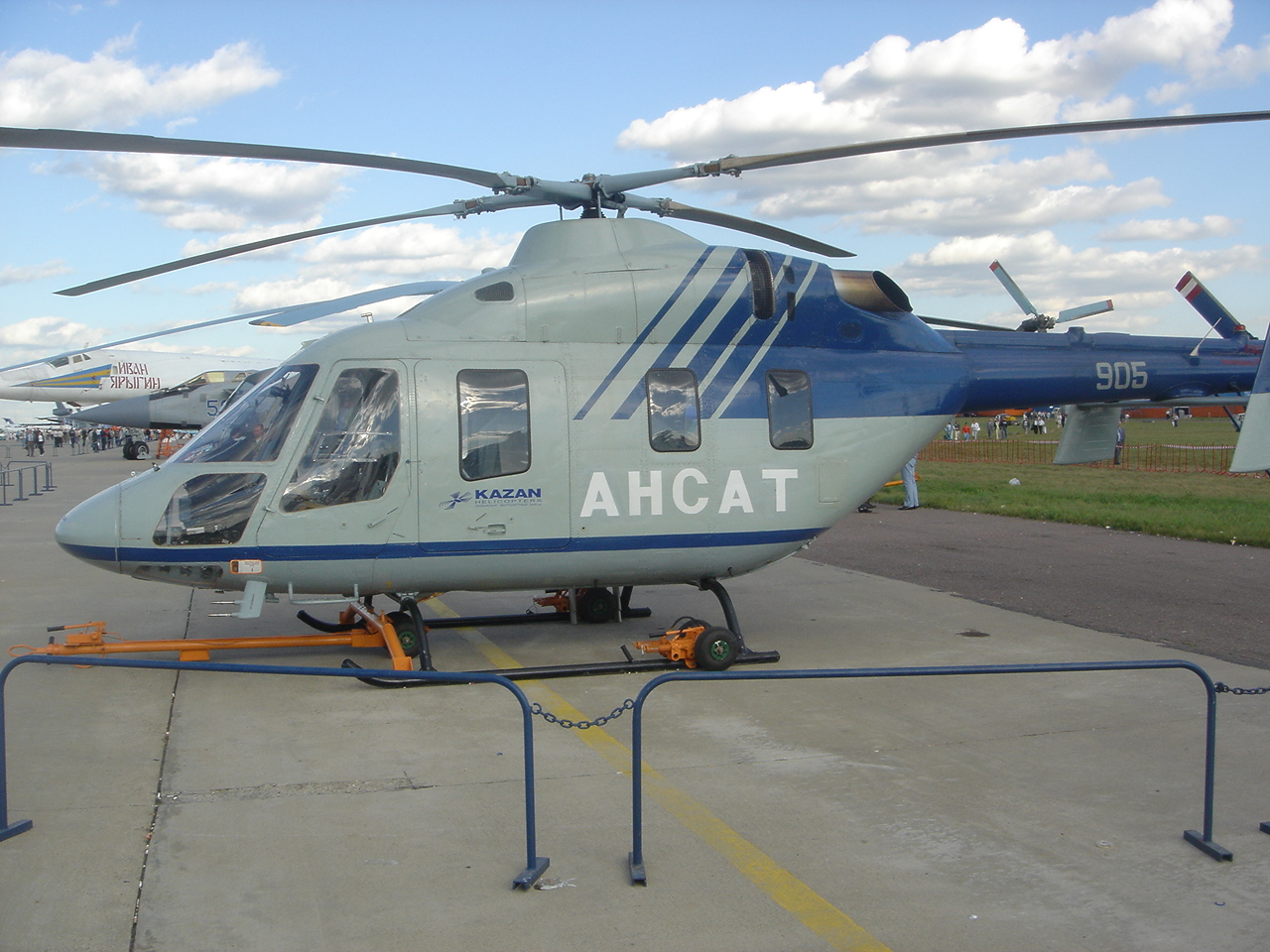
Kazaň Ansat